# Mesrop Masztoc

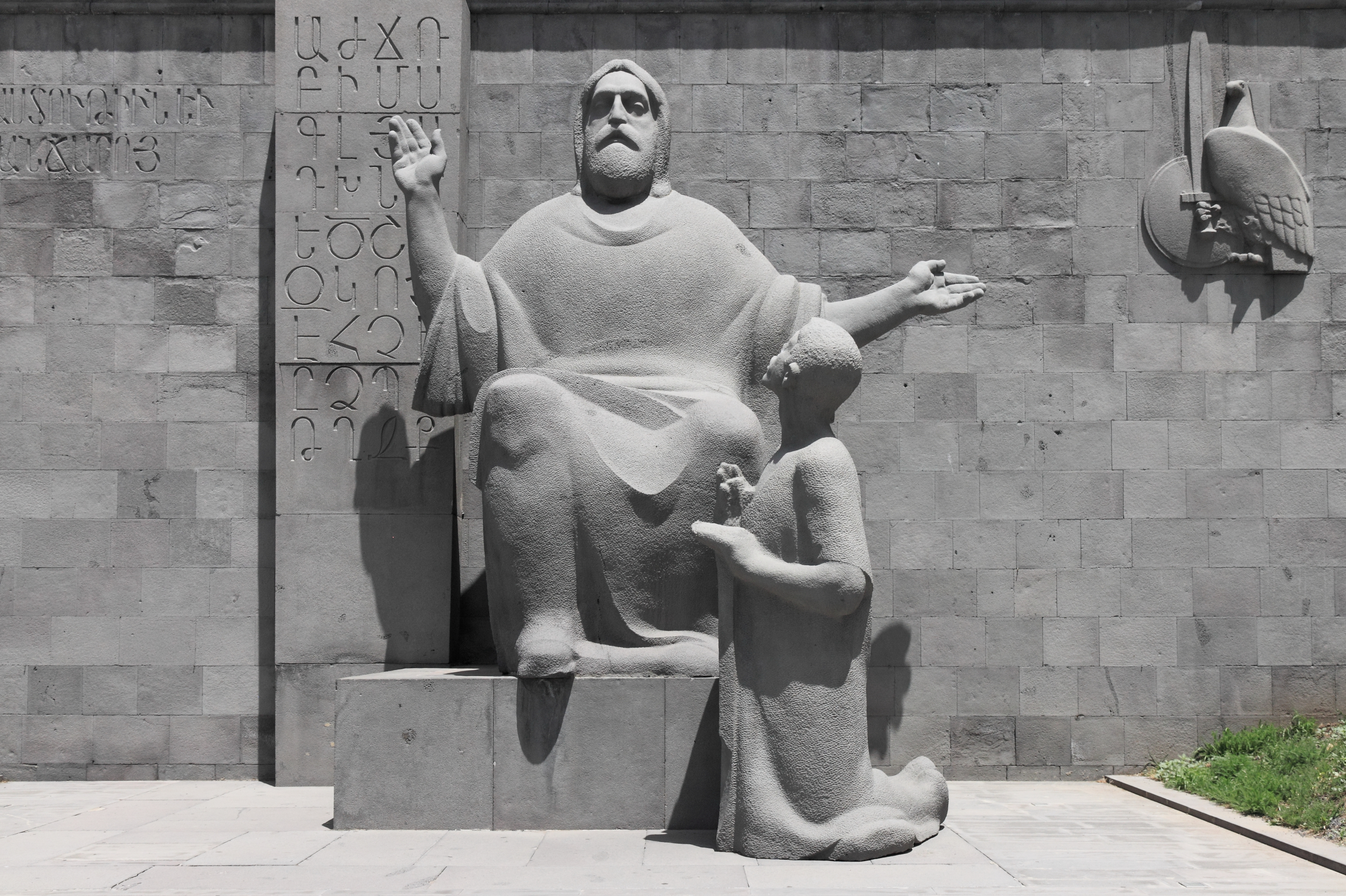
Posąg Mesropa Masztoca. Matenadaran. Erywań, Armenia.

Mesrop Masztoc, wymowaⓘ orm. Մեսրոպ Մաշտոց (ur. 359, zm. 17 lutego 440) – ormiański duchowny i uczony. Twórca alfabetu ormiańskiego, który stworzył w latach 392–406. Pierwszy nauczyciel języka ormiańskiego. Stworzył również alfabet Albanii Kaukaskiej. Przypisuje mu się także udział w stworzeniu alfabetu gruzińskiego, ale jest to sprawa wywołująca spory między historykami.
Mesrop Masztoc urodził się w ormiańskiej prowincji Taron, w kapłańskiej rodzinie jeszcze od czasów przedchrześcijańskich. Jego ojciec, Wardan z Taronu, prawdopodobnie jednak był kapłanem już chrześcijańskim, jednak wybrane przezeń dla syna imię, Masztoc, zawiera irański rdzeń mazd, prawdopodobnie związany z Ahurą Mazdą.
Mesrop Masztoc już w szkole poznał języki grecki i syryjski. W latach 385–388 był nadwornym pisarzem króla Armenii Chosroesa IV. Następnie został duchownym i mnichem w prowincji Gochtn, gdzie zakładał szkoły i kościoły. Po powrocie na dwór królewski, działając pod opieką katolikosa Sahaka, zajął się opracowaniem alfabetu ormiańskiego. W tym celu podjął studia językoznawcze w Amidzie, w Edessie i w Samosacie. Pracę nad alfabetem zakończył w 406. Zmarł w glorii sławy, został pochowany w Oszakanie. Jest jednym ze świętych Kościoła ormiańskiego oraz Kościoła katolickiego.
Imię i nazwisko Masztoca występują w różnych transliteracjach, w tym zgodnie z wymową zachodnioormiańską jako „Mesrob Maszdoc”.